# トニス・プリ
トニス・プリ(Tonis puri)は、ジョージアのパンである。toneまたはtorneと呼ばれる特殊なオーブンで焼かれる。この言葉は、タンドールと同根語である。他のパンと同様に食べられるが、復活祭やクリスマス、元日、また誕生日や結婚式等、特別な祝いの日に食べられることが多い。